# Chemainus Indian Reserve 13
Chemainus Indian Reserve 13 (franska: Réserve indienne Chemainus 13) är ett reservat i Kanada.   Det ligger i Cowichan Valley Regional District och provinsen British Columbia, i den sydvästra delen av landet, 3 600 km väster om huvudstaden Ottawa.